# Directory of Open Access Journals
Directory of Open Access Journals (DOAJ) je mrežno mjesto koje udomljava skupinu časopisa slobodna pristupa. Stranice održava Infrastructure Services for Open Access (IS4OA). DOAJ pokriva preko 1350 recenziranih znanstvenih i stručnih časopisa i nudi pristup cjelovitim tekstovima.
Ideja o DOAJ-u došla je iz rasprava na prvoj Nordijskoj konferenciji o akademskoj komunikaciji 2002. godine. Sveučilište u Lundu postala je organizacijom koja je postavila DOAJ i održavala ga sve do siječnja 2013., kad je to preuzela Infrastructure Services for Open Access (IS4OA), neprofitna karitabilna tvrtka osnovana 2012. u Ujedinjenom Kraljevstvu i koju su osnovali zastupatelji ideje otvorena pristupa Caroline Sutton i Alma Swan. IS4OA vodi i DOAJ i Open Citations Corpus.

## Vanjske poveznice
- Službene stranice
- WorldCat Niz: Directory of Open Access Journals